# IC 3018
IC 3018 ist eine Zwerggalaxie vom Hubble-Typ S? mit ausgedehnten Sternentstehungsgebieten im Sternbild Coma Berenices am Nordsternhimmel. Sie ist rund 85 Millionen Lichtjahre von der Milchstraße entfernt und hat einen Durchmesser von etwa 15.000 Lichtjahren. Die Galaxie ist unter der Katalognummer VCC 10 als Mitglied des Virgo-Galaxienhaufens gelistet.

Im selben Himmelsareal befinden sich u. a. die Galaxien IC 3008, IC 3017, IC 3019, IC 3029.
Das Objekt wurde am 7. Mai 1904 von Royal Harwood Frost entdeckt.